# Stenotarsus sulcithorax
Stenotarsus sulcithorax es una especie de coleóptero de la familia Endomychidae.

## Distribución geográfica
Habita en Madagascar.